# Mehadia
Mehadia (in tedesco Mehadia, in ungherese Mehádia) è un comune della Romania di 4220 abitanti, ubicato nel distretto di Caraș-Severin, nella regione storica del Banato.
Il comune è formato dall'unione di 4 villaggi: Globurău, Mehadia, Plugova e Valea Bolvașnița.
Nelle immediate vicinanze si trovano le rovine di un Castrum Praetorium Romano i cui contorni sono ancora ben visibili: si tratta di un quadrilatero fortificato di cui rimangono in alcuni punti mura alte anche 3-4 metri.